# Roberto Vázquez Platero
Roberto Enrique Vázquez Platero (Montevideo, Uruguay, 21 de octubre de 1947) es un ingeniero agrónomo y político uruguayo, quien se desempeñó como ministro de Agricultura y Pesca en 1985-1986 (denominado de Ganadería, Agricultura y Pesca a partir de 1986), como diputado en 1990-1995 y como presidente del Instituto Nacional de Carnes en 2000-2005.

## Primeros años
Nació en Montevideo el 21 de octubre de 1947.
Cursó estudios en la Facultad de Agronomía de la Universidad de la República, donde se graduó como ingeniero agrónomo en 1971.
Continuó sus estudios en Estados Unidos -siendo becado por la Fundación Fullbright y la Fundación Ford- donde obtuvo un Master of Science en Economía Agrícola en 1973 en la Universidad de Idaho y un doctorado en Economía Agrícola en 1976 en la Universidad de Texas A&M, con una tesis titulada "Decision models for livestock production in Uruguay".
Entre 1971 y 1974 trabajó como técnico en el Instituto Nacional de Colonización. Fue luego investigador asociado en Economía Agrícola en la Universidad de Texas A&M. 
Desde 1976 trabajó en Buenos Aires como especialista en el Instituto Interamericano de Cooperación para la Agricultura de la OEA, siendo también profesor universitario en dicha ciudad.
Participó en las 16° y 18° conferencias de la Asociación Internacional de Economístas Agrícolas (AIEA) celebradas en 1976 en Nairobi, Kenia y en 1982 en Yakarta, Indonesia respectivamente.

## Ministro de Agricultura y Pesca
Adherente al Partido Colorado, con la restauración de la democracia en 1985, el 1° de marzo de dicho año el nuevo presidente Julio María Sanguinetti incluyó a Vázquez Platero en su primer gabinete como ministro de Agricultura y Pesca, sucediendo en el cargo a Carlos Mattos Moglia. Con 37 años, era el más joven de los miembros del primer gabinete del nuevo gobierno, siete meses menor que Hugo Fernández Faingold, ministro de Trabajo y Seguridad Social.
Durante su gestión en dicho ministerio se presentó el proyecto de lo que posteriormente sería la ley forestal 15.939 del año 1987.
Mediante el artículo 301 de la ley de Presupuesto 15.809 promulgada en abril de 1986, la cartera fue rebautizada como Ministerio de Ganadería, Agricultura y Pesca, nombre que conserva hasta la actualidad.
Poco después, el 2 de junio de 1986, Vázquez Platero fue sucedido al frente del ministerio por su hasta entonces subsecretario, Pedro Bonino Garmendia.

## Diputado
En las elecciones de 1989, Vázquez Platero integró la lista 15, figurando en el quinto puesto como candidato a la Cámara de Representantes por Montevideo. Dicha hoja de votación obtuvo cuatro escaños, correspondientes a Federico Bouza, Juan Adolfo Singer, Alba Osores de Lanza y Alejandro Atchugarry.Sin embargo, Bouza fue también electo senador, optando por esta última Cámara, por lo que su puesto como diputado fue ocupado por Vázquez Platero.
Integró el Parlamento durante la totalidad de la legislatura, entre febrero de 1990 y febrero de 1995.
En las elecciones de 1994 no volvió a postularse a legislador.

## Instituto Nacional de Carnes
En octubre de 2000 el gobierno del presidente Jorge Batlle lo designó presidente de la Junta del Instituto Nacional de Carnes,reemplazando a Julio Delfino Cazet.
Desempeñó dicho cargo durante más de cuatro años, presentando su renuncia a partir del 1 de marzo de 2005, coincidiendo con el final del mandato de Batlle y la asunción presidencial de Tabaré Vázquez.Fue sucedido poco después por Alfredo Fratti.

## Actividad posterior
A partir de su retiro de las funciones públicas se ha dedicado a la función de consultor sobre temas relacionados con su especialidad, con presencia frecuente como tal en diversos medios de comunicación en su país y en el exterior.

## Vida personal
Es hijo de José Bartolomé Vázquez Menéndez y de Aimée Eugenia Platero Renaux, quienes contrajeran matrimonio en 1943.Su madre falleció en 2010.
Vázquez Platero contrajo matrimonio en 1972 con Mónica María Paganini Gelsi,con quien tuvo seis hijos: Roberto José, Martín Omar, Juan Andrés, Alejandro Gabriel, María del Pilar y Gonzalo Agustín Vázquez Paganini.